# Sonia Haziraj
Sonia Haziraj, née le 15 juin 1980 à Melun, est une footballeuse internationale française évoluant au poste de milieu de terrain devenue entraîneuse.

## Biographie
Sonia compte plus d'une trentaine de sélection jeunes entre U17 et Espoirs. 
Sonia honore son unique sélection en équipe de France le 14 décembre 2008 lors d'un match amical contre les Pays-Bas au stade Paul-Cosyns de Compiègne (défaite 0-2). Elle est remplacée à la mi-temps par Candice Prévost.
Elle dispute également un match avec l'équipe de France A' contre la Tunisie en juin 2009, et inscrit à cette occasion les deux buts de la victoire française en se voyant même confier le brassard de capitaine comme en sélection -18 ans.
Sonia joue un total de plus de 200 matchs en Division 1 depuis l'âge de 15 ans. Elle commence au club de Juvisy avant d'aller jouer à Saint-Brieuc après avoir passé 3 années au Pôle France entre 1998 et 2001.
En mars 2012, elle fait ses débuts de consultante au micro de la chaîne Direct 8 aux côtes d'Alexandre Delpérier à l'occasion des matches du tournoi de Chypre, expérience qu'elle devrait continuer sur cette chaîne. Beaucoup de connaisseurs ont apprécié son professionnalisme et sa connaissance du jeu dans la pertinence de ses commentaires.
Elle est par ailleurs consultante et instructrice pour la FIFA depuis octobre 2010.
En avril 2019, Sonia Haziraj devient sélectionneuse de la sélection nationale algérienne. À l'été 2019, elle est nommée à la tête de l'équipe de France féminine des moins de 19 ans, championne d'Europe en titre. À l'issue d'un an de formation durant la saison 2019-2020, elle obtient son Brevet d'Entraîneur Professionnel de Football (BEPF).

## Carrière
- 1990-1994: Le Mée Sports Football
- 1994-2001 :  FCF Juvisy
- 2001-2003 :  Saint-Brieuc FF
- 2003-2004 :  FCF Juvisy
- 2004-2005 :  Stade briochin
- 2005-2007 :  FC Lorient
- 2007-2010 :  Stade briochin
- 2010-2012 :  FC Lorient féminines